# Fernando Novas
Fernando Emilio Novas (Buenos Aires, 1960) è un paleontologo argentino.
Ha conseguito il dottorato di ricerca in scienze naturali presso l'Università di La Plata e lavora per il Dipartimento di Anatomia Comparata del Museo Argentino di Scienze Naturali Bernardino Rivadavia di Buenos Aires.
Novas ha scoperto alcuni dinosauri, tra cui P. puertai, U. comahuensis, A. cabazai, M. namunhaiquii, N. argentinus e T. chubutensis nella regione meridionale della Patagonia Argentina. Egli è l'autore della descrizione scientifica del Puertasaurus reuili.

## Opere

### Libri
- Novas, F. E. (2006) Buenos Aires, un millón de años atrás. Siglo Veintiuno Editores. Ciencia que ladra. 272 pag. ISBN 9871220634
- Novas, F. E. (2009) The Age of Dinosaurs in South America. Indiana University Press. Life of the Past. 480 pag. ISBN 978-0-253-35289-7

### Articoli scientifici (selezione)
- Sereno, P. C. y Novas, F. E. (1992) «The complete skull and skeleton of an early dinosaur». Science, 258(5085): 1137-1140
- Novas, F. E. (1994) «New information on the systematics and postcranial skeleton of Herrerasaurus ischigualastensis (Theropoda: Herrerasauridae) from the Ischigualasto Formation (Upper Triassic) of Argentina». Journal of Vertebrate Paleontology, 13(4):400-423
- Sereno, P. C. y Novas, F. E. (1994) «The skull and neck of the basal theropod Herrerasaurus ischigualastensis». Journal of Vertebrate Paleontology, 13(4): 451-476
- Novas, F. E. (1996) «Dinosaur monophyly». Journal of Vertebrate Paleontology, 16(4): 723-741
- Novas, F. E., Cladera, G. y Puerta, P. (1996) «New theropods from the Late Cretaceous of Patagonia». Journal of Vertebrate Paleontology, 16: 56A
- Novas, F. E. (1997) «Anatomy of Patagonykus puertai (Theropoda, Avialae, Alvarezsauridae), from the Late Cretaceous of Patagonia». Journal of Vertebrate Paleontology, 17: 137–166
- Novas, F. E. y Puerta, P. F. (1997) «New evidence concerning avian origins from the Late Cretaceous of Patagonia». Nature, 387: 390-392
- Novas, F. E. (1998) «Megaraptor namunhuaiquii, gen. et sp. nov., a large-clawed, Late Cretaceous theropod from Patagonia». Journal of Vertebrate Paleontology, 18(1):4-9
- Apesteguía, S. y Novas, F. E. (2003) «Large Cretaceous sphenodontian from Patagonia provides insight into lepidosaur evolution in Gondwana». Nature, 42: 609-612
- Novas, F. E. y Pol, D. (2005) «New evidence on deinonychosaurian dinosaurs from the Late Cretaceous of Patagonia». Nature, 433: 858-861
- Novas, F. E.; Pol, D.; Canales, J. I.; Porfiri, J. D. y Calvo, J. O. (2009) «A bizarre Cretaceous theropod dinosaur from Patagonia and the evolution of Gondwanan dromaeosaurids». Proceedings of The Royal Society, B, 276(1659): 1101-1107